# Гафур Гулом (станція метро)
41°19′40″ пн. ш. 69°14′49″ сх. д. / 41.32778° пн. ш. 69.24694° сх. д.
«Гафур Гулом» (узб. G’afur G’ulom — «Гафура Гуляма») — станція Узбекистонської лінії Ташкентського метрополітену. Розташована між станціями Чорсу та Алішер Навої. Назва за вулицею Гафура Гуляма, своєю чергою названа на честь письменника Гафура Гуляма.

## Історія
Відкрита 6 листопада 1989 у складі дільниці «Чорсу» — «Алішер Навої».

## Конструкція
Колонна трипрогінна станція мілкого закладення з однією прямою острівною платформою. Має підземні та наземні вестибюлі.

## Колійний розвиток
В межах станції в бік станції «Алішер Навої» розташовано службово-сполучна гілка до Чилонзорської лінії, в бік станції «Чорсу» розташовано оборотний тупик.

## Оздоблення
Оформлення станції виконано художником С. Султонмурадовим. Для оздоблення станції застосовані мармур, граніт, метал, скло, композиції з художньої кераміки. Колони, що підтримують склепіння станції мають багато граней, верхня частина колон має потовщення. Освітлюється станція світильниками прихованими в куполах.

## Пересадки
- Автобуси: 9, 17, 43, 65, 100, 109, 111, 150